# Talcott Parsons
Talcott Parsons (Colorado Springs, 13 dicembre 1902 – Monaco di Baviera, 8 maggio 1979) è stato un sociologo statunitense.
Parsons produsse una teoria generale per l'analisi della società chiamata "struttural-funzionalista", nella quale sono evidenti i richiami a Durkheim, Weber, all'antropologia culturale nonché all'etnologia. Cercò di combinare "azione sociale" e "struttura" in un'unica teoria non limitata al solo funzionalismo.
Il suo lavoro ha avuto grande influenza negli anni cinquanta e sessanta, particolarmente in America (dove la ricerca era quasi solamente empirica), proponendo una visione delle scienze sociali più raffinata. Pur essendo un riferimento privilegiato per sociologi contemporanei come Habermas e Luhmann, il suo favore si è gradualmente ridotto nel tempo e il più importante tentativo di far rivivere il pensiero di Parsons, sotto l'etichetta di "neofunzionalismo", si deve al sociologo Jeffrey C. Alexander.

## Biografia
Talcott Edgar Frederick Parsons nasce a Colorado Springs il 13 dicembre 1902.
Frequenta l'università all'Amherst College del Massachusetts, ed è orientato allo studio della biologia e alla medicina, ma già nel 1923 si interessa progressivamente all'economia e alle scienze sociali, anche grazie alle opere di Durkheim e Max Weber.
Dopo Amherst, Parsons si reca alla London School of Economics, dove subisce l'influenza dei lavori di economisti quale H. Laski e R. H. Tawney, gli antropologi culturali Malinowski e Radcliffe-Brown, e i sociologi Ginsberg e Hobhouse. Nel 1925, grazie ad una borsa di studio in Sociologia ed Economia, si trasferisce all'Università di Heidelberg, dove consegue il dottorato con una tesi sull'origine del capitalismo in Weber e Sombart.
Tornato negli Stati Uniti Parsons insegna presso l'Università di Harvard dal 1927 al 1973. Entra a far parte del Dipartimento di Sociologia (diretto da Pitirim Sorokin, con il quale Parsons è in disaccordo) e successivamente presso il Dipartimento di Relazioni Sociali (diretto dallo stesso Parsons).
Nel 1949 viene eletto presidente dell'American Sociological Association.
Muore a Monaco di Baviera l'8 maggio 1979.

## Lo struttural-funzionalismo
L'approccio di Parsons è definito struttural-funzionalismo, poiché si propone di individuare la struttura di fondo della società e di comprenderla mostrando le funzioni assolte dalle sue parti. Si riallaccia al funzionalismo di Durkheim, il quale riconduce ogni fenomeno alla funzione che esso ha all'interno dell'insieme di cui è parte, la società. Alcuni hanno proposto per la sociologia di Parsons il termine "approccio sistemico". Comunque, in linea di massima, ciò che Parsons si propone di fare è di integrare i due approcci opposti di Weber e Durkheim; il primo infatti pone l'accento sul ruolo dell'individuo, il secondo sul ruolo della società.

### L'azione sociale
In La struttura dell'azione sociale (1937), Parsons afferma che l'azione (o atto) è l'unità elementare di cui si occupa la sociologia.
L'atto richiede i seguenti elementi, che s'influenzano reciprocamente:
1. il soggetto o attore sociale, colui che compie l'atto, il quale può essere rappresentato da un individuo, da un gruppo o da una collettività;
2. la finalità dell'azione, cioè il risultato futuro verso cui essa è orientata;
3. la situazione, cioè le condizioni oggettive (su cui l'attore non ha alcuna possibilità controllo) e i mezzi (su cui l'attore ha tale possibilità) entro cui l'azione si sviluppa, tra cui l'ambiente naturale, le risorse economiche e tecniche, le strutture particolari del contesto socio-culturale;
4. l'ordine simbolico-normativo, cioè tutte quelle regole, quei modelli e quelle rappresentazioni che orientano l'agire, qualificando le possibilità di controllo.

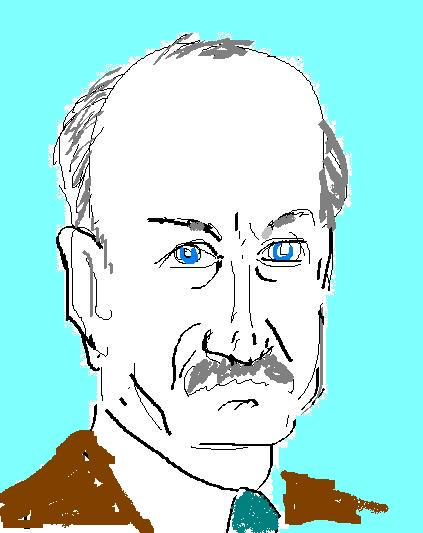
Talcott Parsons

Si nota come Parsons si sforzasse in questa visione di superare o quanto meno contrastare sia il comportamentismo – allora dominante nell'accademia e nella cultura statunitense –, la tendenza cioè a ridurre l'azione umana a mero meccanismo di risposta a stimoli, togliendo ogni ruolo alla volontà; sia l'utilitarismo della tradizione liberale e individualista, il quale spiega tutte le azioni in base a un calcolo razionale dei propri interessi eliminando il ruolo dell'orientamento normativo; sia il determinismo di stampo marxista. In questo senso, Parsons si orientò verso una teoria volontaristica dell'azione. Le norme collegano l'individuo alla società di cui è parte, il che in parte riduce il libero arbitrio umano: l'uomo nel suo comportamento è vincolato da queste norme sociali (se non le segue è sottoposto a sanzioni), e queste norme sono espressione dei valori di fondo di una cultura. Mostrando dunque come l'azione individuale vada ricollegata alla società nel suo insieme – tramite le norme – Parsons ha già in parte trovato un punto di congiunzione nella dicotomia individuo/società. Un successivo passo avanti è compiuto con la definizione del concetto di sistema.

### Il concetto di sistema
Ne Il sistema sociale Parsons definisce il sistema come un insieme interrelato di parti che è capace di autoregolazione e in cui ogni parte svolge una funzione necessaria alla riproduzione dell'intero sistema. Ogni sistema dev'essere in grado di svolgere almeno quattro funzioni (secondo il celebre schema AGIL). Parson applicò questo concetto teorico anche alla famiglia nucleare, nel suo caso quella americana degli anni 70, per giustificare i ruoli:
- Adattamento all'ambiente; (Adaptation) il sottosistema che svolge questa funzione è il sottosistema economico. Nella famiglia ad occuparsi di questo ruolo era il padre, il quale attraverso il lavoro (l'economia) manteneva la famiglia, garantendone la sopravvivenza.
- Definizione dei propri obiettivi; (Goal attainment) il sottosistema che svolge questa funzione è il sottosistema politico. Nella famiglia a guidare i vari membri verso gli obiettivi e scopi precisi era il padre.
- Integrazione delle parti componenti; (Integration) il sottosistema che svolge questa funzione è il sottosistema giuridico e il sottosistema religioso. Nella famiglia, a regolare i conflitti interni, era il padre.
- Conservazione della propria organizzazione; (Latency pattern maintenance) i sottosistemi che svolgono questa funzione sono il sottosistema della famiglia e il sottosistema della scuola. Nella famiglia, ad insegnare, promuovere e mantenere i modelli (latenti) di comportamento su cui, all'epoca, si reggeva la società, era la madre.

In realtà nella visione di Parsons gli individui non sono singole persone ma persone che svolgono dei ruoli specifici, modelli di comportamento regolati da norme ed orientati all'espletamento di una funzione: Parsons non tratta dei signori X e Y, ma dell'insegnante e del meccanico. Il sistema sociale è dunque un sistema di ruoli: nell'ambito del proprio ruolo ogni individuo entra in relazione con gli altri e contribuisce alla riproduzione del sistema nel suo complesso. I ruoli fanno anche parte delle istituzioni, sottounità del sistema sociale che implicano più ruoli interagenti tra loro: la scuola, ad esempio (fatta dei ruoli di insegnante, studente, bidello, ecc.), la famiglia (padre, madre, figli).

### Famiglia e socializzazione
Si è già detto che in pratica il congiungimento tra l'individuo e la società avviene tramite le norme. Ma in che modo le norme diventano parte dell'individuo? Parsons riprende da Freud il concetto di interiorizzazione (in Freud chiamato introiezione): ogni individuo impara a seguire certe norme e a vivere in società attraverso la formazione di un'istanza psichica (il “Super-io”) che riproduce l'autorità inizialmente al di fuori di noi ma che poi noi interiorizziamo. Questa interiorizzazione delle norme e dei valori avviene nel corso del processo di socializzazione, che si realizza nell'infanzia grazie alla famiglia. Il ruolo della famiglia nell'ambito del sistema sociale è quello di educare i figli e socializzarli. La famiglia in Parsons è nucleare, composta cioè solo dai due genitori e dai figli, residente in un'abitazione indipendente mononucleare. All'interno della famiglia avviene una differenziazione di funzioni e ruoli: la moglie/madre assume il ruolo di casalinga che cura i figli e la casa; il padre/marito è il bread-winner, colui che porta il pane a casa, cioè che si procura di che da vivere, e il leader strumentale che si occupa dell'interazione tra famiglia e società. Questi due ruoli sono complementari, l'uno non esiste senza l'altro. I figli e le figlie svilupperanno una personalità che farà propri i valori dei genitori e la differenziazione dei ruoli tra i due genitori.

## Variabili strutturali e universali evolutivi
Parsons definisce un insieme di parametri sulla base dei quali è possibile classificare società e culture diverse: sono le variabili strutturali (pattern variables). Esse sono scelte binarie di fondo compiute da una cultura nel corso della sua esistenza:
- Particolarismo/universalismo. È la differenza tra il comportamento di un genitore e quello di un giudice. Il primo è ispirato a criteri particolaristici, che magari avvantaggiano il figlio ma non un altro individuo. Il secondo è ispirato a criteri universalistici, le regole che applica valgono per tutti indifferentemente ("la legge è uguale per tutti").
- Diffusione/specificità. Nel primo caso l'azione è orientata a tener conto di tutti gli aspetti della personalità di chi mi sta davanti, nel secondo l'azione si basa sul ruolo: quando interagisco con un amico tengo conto dell'insieme della sua personalità; quando un commesso interagisce con un cliente tiene conto solo dell'aspetto "cliente" di quell'uomo.
- Ascrizione/acquisizione. È l'importanza che una società attribuisce a chi ha tratti derivatigli dalla nascita quali colore della pelle o famiglia di provenienza (ascrittivi), oppure per ciò che quell'individuo è stato capace di realizzare nel corso della sua esistenza (tratti acquisitivi).
- Affettività/neutralità affettiva. La differenza tra sistemi d'azione nei quali vi è una gratificazione affettiva (madre/figlio) o dove le relazioni si basano sul distacco affettivo (funzionario/cliente).
- Interessi collettivi/interessi privati. Il diverso orientamento nell'agire degli individui; il medico è orientato verso interessi collettivi, l'imprenditore verso interessi privati (il proprio utile).

In Il sistema sociale Parsons afferma che le società moderne sono caratterizzate da azioni universalistiche e danno importanza ai tratti acquisitivi; le società tradizionali si basano su azioni particolaristiche e tratti ascrittivi.
Per universali evolutivi, invece, Parsons intende dei modelli organizzativi che emergono in una società nel corso della sua storia e che ne permettono l'adattamento all'ambiente ed il suo successo rispetto a società che ne sono prive. Nel corso dell'evoluzione umana, le società primitive hanno visto l'affermazione di universali evolutivi quali i concetti di linguaggio, religione, parentela (incentrata sul tabù dell'incesto), tecnologia (tecniche che portano l'uomo a controllare la natura). Nella rivoluzione neolitica diventano universali evolutivi i concetti di sistema di stratificazione sociale e di organizzazione politica. La società moderna è caratterizzata da quattro universali evolutivi: la burocrazia, il mercato, le norme universalistiche, la democrazia. In pratica solo quelle società che nel corso della loro evoluzione hanno sviluppato questi concetti, questi universali, hanno raggiunto la maturità, la modernità.
Parsons effettua una classificazione delle società, basandosi sul criterio secondo il quale la classificazione va redatta riconoscendo che una società è più avanzata nella misura in cui la sua organizzazione sociale può essere adattabile per tutti. Questo concetto fa parte delle sue teorie evoluzionistiche e neo evoluzionistiche. Abbiamo quindi 3 stadi di società:
- società primitive: dove la parentela è l'elemento principale e dove vi sono meno differenze tra gli individui
- società intermedie: dove vi è la scoperta della scrittura come passo fondamentale e dove è presente più stabilità sociale
- società moderne: dove abbiamo una maggiore autonomia delle persone grazie al diritto universalistico e dove la cultura ha un ruolo preponderante

L'evoluzionismo non è mai lineare, poiché nell'evoluzione umana c'è molta varietà. Parsons procede quindi all'analisi specifica delle società seguendo la loro evoluzione:
- Organizzazioni legate al Sacro: società antiche dove è forte l'influenza della mitologia e della religione e dove vi è uno stato di chiusura mentale che non dà spazio all'innovazione.
- Società tradizionale: l'organizzazione sociale è divisa per parentela e per gruppi di età mentre l'economia è semplice e si utilizzano risorse date dalla terra
- Società tecnologiche: l'ambiente tecnologico si frappone tra le persone e natura grazie ai macchinari, vi è una forte divisione del lavoro e una distinzione tra proprietari e consumatori che lottano per soddisfare i propri bisogni. Vi è quindi un'alienazione dell'uomo e una larga diffusione della burocrazia.
- Società urbana: dove la città è il simbolo più evidente e dove le classi sociali assumono un ruolo dominante, esse sono divise in "élite" ovvero gruppi di persone che grazie alla loro influenza contribuiscono all'agire storico di una collettività. Abbiamo sei tipi di élite: tradizionali, tecnocratiche, proprietarie, carismatiche, ideologiche, simboliche.

## Ulteriore sviluppo
Possono essere considerati appartenenti alla scuola di Parsons, tra gli altri: Robert Merton, George Homans, Edward Tyriakian, Kingsley Davis, Marion Levy, Robert Bellah, Neil Smelser, Jeffrey Alexander.

## Critiche
L'opera di Parsons apparve a lungo isolata ed astratta, e come tale fu derisa, per esempio dai sociologi Pitirim Sorokin e da Charles Mills, che ne indicava efficacemente anche le implicazioni sociologiche conservatrici.
Il pensiero di Parsons è stato spesso accusato di etnocentrismo per il fatto di aver assunto le società occidentali come il modello a cui tutte le altre società dovevano tendere e conformarsi. Egli vedeva infatti il processo di modernizzazione come un processo unilineare. L'etnocentrismo di Parsons è presente anche negli studi sulla trasformazione della famiglia, facendo riferimento soprattutto alla famiglia nordamericana bianca, appartenente al ceto medio. In questo senso poi le critiche sono venute soprattutto dai movimenti femministi che non hanno accettato la tendenza di Parsons a ratificare la subordinazione di fatto della donna a partire dalla tesi di complementarità dei ruoli dei coniugi.
Parsons viene criticato anche da Robert K. Merton. Attribuendo a Parsons una valenza sempre positiva all'ordine sociale, Merton ritiene che quest'ultimo è anche fonte di disordine. Per Parsons tutte le istituzioni sono funzionali per la società, mentre Merton rileva l'esistenza di disfunzioni.
L'attore di Parsons sarebbe un over-socialized man, cioè un uomo iper socializzato ai valori, che ha un comportamento del tipo conformistico e che si comporta come la gente vorrebbe che egli si comportasse.

## Opere
Elenco delle principali opere:
- La struttura dell'azione sociale, 1937
- Il sistema sociale, 1951
- Toward a General Theory of Action (con E.A. Shils et alii), 1951
- Working Papers in the Theory of Action (con Robert F. Bales, E.A. Shils et alii), 1953
- Saggi di teoria sociologica, 1954
- Famiglia e socializzazione, 1955
- Structure and Process in Modern Societies, 1959
- Sociological Theory and Modern Society, 1968
- Politics and Social Structure, 1969